# 多布羅維德卡河 (科羅佩茨河支流)
多布羅維德卡河（羅馬化：Dobrovidka）是烏克蘭西部的河流，屬於科羅佩茨河的左支流。該河發源自莫佐利夫卡以西，流經特諾皮爾州的特諾皮爾區，河道全長20公里。